# Luiz Carlos Magno
Luiz Carlos Magno (Recife, 1938 — Duque de Caxias, 25 de janeiro de 2017) foi um cantor e compositor brasileiro, que fez sucesso nos anos 60 e 70.

## Biografia
Luiz Carlos Magno iniciou sua carreira no final dos anos 60, cantando na TV Jornal do Commercio (Canal 2, no Recife), passando em seguida a gravar frevos.
Apresentou um programa chamado "Dimensão Jovem", musical e destinado ao público jovem da época. Com o sucesso local, foi levado para o Rio de Janeiro (cidade), onde passou a produzir discos pela CBS (atual Sony Music).
Sua música "Ave-Maria pro nosso amor" foi o primeiro grande sucesso, logo seguida por composições como "Terminei com ela", "Ângela-la-la", "Meu castigo", "Rock nas quebradas", "Deixa ele falar sozinho", "Jurei mil vezes" e muitas outras.
Teve parcerias com cantores no estilo brega, como Reginaldo Rossi, e passou a viver definitivamente na capital carioca. Ali administra a carreira, sobretudo com o lançamento de antigos sucessos, e participação em coletâneas como o CD "Jovem Guarda Milênio".
Faleceu em Duque de Caxias, RJ, depois de dois meses internado vítima de um AVC. Foi vítima de cinco AVCs no período de oito anos. Nos últimos anos de vida estava com o lado direito paralisado e já não andava nem falava.